# Hypocala florens
Hypocala florens là một loài bướm đêm trong họ Noctuidae.